# Хедман, Марта
Марта Хедман (швед. Märta Hedman, 12 августа 1883 — 20 января 1974) — шведско-американская театральная актриса, популярная на сценах Бродвея.

## Биография
Марта Хедман родилась в 1883 году в Эстерсунде в лене Емтланд. Её родителями были Юхан Хедман и Ингрид Кемпе.
Она училась сценическому мастерству у Сири фон Эссен. Первое её выступление состоялось в феврале 1905 года в Гельсингфорсе в постановке по мотивам сказок Ханса Кристиана Андерсена. В том году она была в театральном туре вместе с актёром Эмилем фон дер Остином
Следующие 6 лет она выступала в Швеции, Финляндии и Германии в пьесах по произведениям Шекспира, Льва Толстого, Герхарта Гауптмана и Людвига Фульды.
В 1912 году Марта Хедман вместе с театральным продюсером Чарльзом Фроманом приехала в США. Она играла в некоторых постановках Чарльза Фромана, выступала вместе с актёром Джоном Дрю. В 1915 году участвовала в постановке Артура Хаммерстайна The Trap. Наиболее известной постановкой с участием Марты была комедия The Boomerang Дэвида Беласко, шедшая в 1915—1916 годах.
В 1915 году она один раз снялась в немом фильме The Cub и больше в кинематограф не возвращалась. В 1921 году Марта появилась в большом театрализованном представлении на Бродвее по произведениям Шекспира с участием нескольких лучших актрис того периода.
Марта оставила сцену в 1922 году, лишь в 1924 году ненадолго вернувшись для пьесы The First Crocus.
В 1949 году Марта написала книгу Uncle, Aunt and Jezabel. Через 2 года в 1951 году вышла её вторая книга Mathias and Mathilda.

## Семья
От Эмиля фон дер Остина у Марты Хедман была дочь Элла Альфрида. Впоследствии Марта вышла замуж за Генри Артура Хауза, который был соавтором её пьесы What’s the Big Idea (1926). Её сестрой была английская актриса шведского происхождения Маргерит Лесли.